# Mecenseffystraße
La Mecenseffystraße è un tratto di strada carrabile sull'Altopiano dei Sette Comuni costruita durante la prima guerra mondiale dall'esercito austro-ungarico per dotare la zona nord dell'Altopiano di una via d'accesso agevole per i mezzi motorizzati.

## Descrizione
La strada, chiusa al traffico motorizzato, è dotata di fondo naturale. Lunga 2 km, essa ha inizio dal Bivio Conrad (intersezioni con la Conradstraße e con la strada militare che risale la Valle di Galmarara), e termina nei pressi di Monte Forno (intersezione con una strada militare costruita dall'esercito italiano).

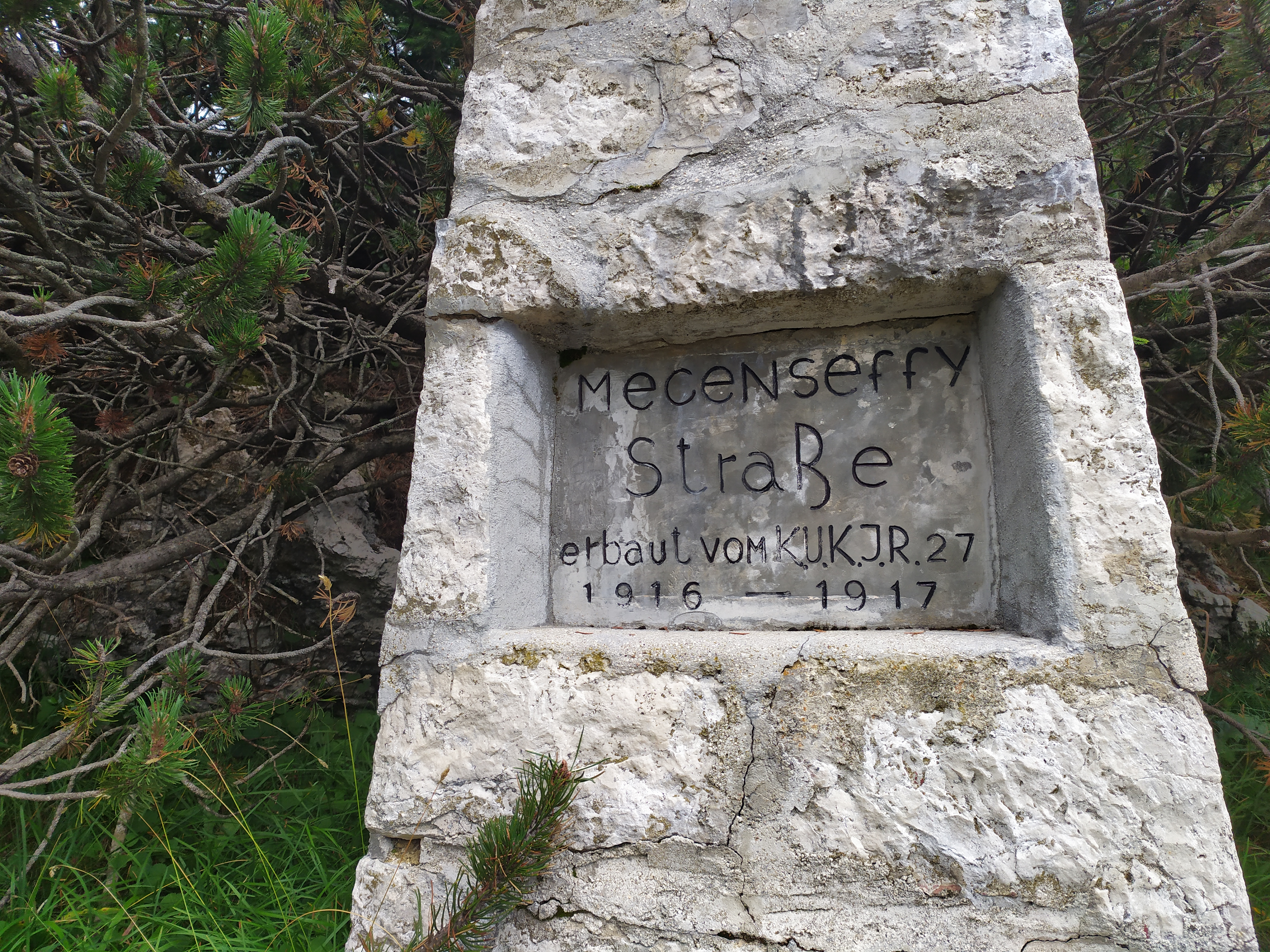
L'iscrizione originale

L'insieme di queste strade rappresenta un importante percorso storico-culturale oltre che un eccellente itinerario per chi pratica la mountain bike.

## Etimologia

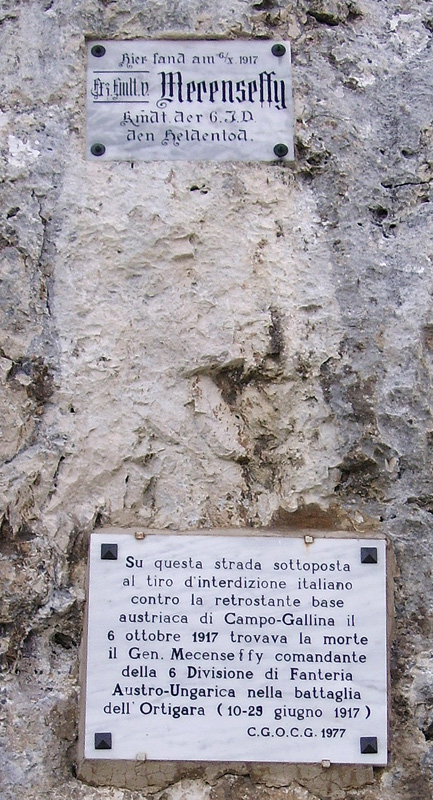
Lapidi nei pressi della Selletta Mecenseffy (lungo la Kaiser Karl Straße), dove fu colpito a morte il generale Mecenseffy.

La strada originariamente fu intitolata al 27º Reggimento di Fanteria "König der Belgier" di Graz, costruttore della stessa e comandato dal colonnello Ivo Ritter von Mihailic. Divenne, alla morte del generale della 6ª Divisione di Fanteria austroungarica di Graz Artur Edler von Mecenseffy (colpito a morte nei pressi della conca di Campo Gallina da un colpo di artiglieria sparato dalla Cima della Caldiera), Mecenseffystraße.